# 정동식 (축구 심판)
정동식(鄭, 1980년 10월 20일 ~ )은 대한민국의 축구 심판으로 현재 K리그1 심판으로 활동 중이며 김민재 닮은 꼴로 유명하다.

## 심판 경력
초등학교 5학년 때부터 축구선수 생활을 시작하였다. 축구 선수 생활을 접은 정동식은 이대로 주저앉아 축구를 포기할 수 없었다. 그래서 대학교 2학년 때 심판으로 전향, 자격증을 따고 축구 심판의 길로 접어 들었다.

### FA컵
2022년 대한민국 FA컵
- 2022년 10월 27일: FC 서울 - 전북 현대 모터스 (결승) 1차전

## 수상 내역
- 대한축구협회 올해의 심판상 : 2022

## 출연작
유 퀴즈 온 더 블럭

## 기타
작은아버지가 독도는 우리땅을 부른 가수 정광태라고 한다. 주업으로 경기가 없는 날에 환경공무관과 퀵서비스 일을 하고 있다. 이는 심판 자체가 수당제 인데다가 돈을 가장 많이 주는 주심 역도 항상 돌아오는 것이 아니고, 또 앞서 말했듯이 수당제라서 오프시즌에는 아예 심판으로 돈을 벌수 없다는 문제가 있기 때문이다. 즉 주업이 미화원과 퀵이고 부업이 심판인 것. 이건 5대리그 심판도 극히 일부 인원만 주업으로 삼아도 될 정도의 임금을 받고 나머지 심판들은 거의 투잡을 뛰는 경우가 잦다.

## 참여 대회
- K리그1